# Cruciada norvegiană
Cruciada norvegiană a fost o cruciadă, întreprinsǎ de către regele norvegian Sigurd I între  1107 și 1110. Dupǎ desfășurare s-a asemǎnat mai mult cu raidurile din Epoca vikingilor, deși formal a fost efectuatǎ în scopuri religioase. 

## Drumul spre Ierusalim

### Din Norvegia spre Anglia
Sigurd și oamenii lui a plecat din Norvegia, în toamna anului 1107. În campanie au participat aproximativ 5.000 de oameni pe 60 de nave. În toamna aceluiași an, aceștia au ajuns în Anglia, în care domnea la acel moment regele Henric I. Sigurd și oamenii lui și-a petrecut iarna acolo, și în primăvara anului 1108, au continuat drumul mai departe.

### În Pirinei
Câteva luni mai târziu au ajuns în orașul Santiago de Compostela din Galicia, în care conducătorul local, le-a permis să ierneze. Însǎ din cauza unei foamete, regele locului a interzis vânzarea de produse alimentare și mărfuri norvegienilor. Sigurd a adunat armata, a atacat castelul feudal, și a jefuit tot ce a putut găsi acolo.
Pe drum norvegienii au întâlnit o puternică flotă a piraților. Sigurd a condus navele sale și i-a atacat direct pe pirați. Într-un scurt timp, pirații au fost învinși, și Sigurd a capturat opt nave.
Apoi au navigat spre Al-Andalus, acolo în apropierea orașului Sintra au capturat castelul și a ucis toți oamenii, pentru că au refuzat să fie creștinați. După aceea au mers la Lisabona, "orașul pe jumătate creștin - jumătate păgân". Acolo au câștigat a treia luptă, și au capturat o pradă bogată.
Apoi, au învins și în a patra bătălie, probabil în zona orașului Alcácer do Sal. Ucigînd "atât de mulți păgâni (musulmani)" încît orașul a rǎmas aproape gol, capturînd și acolo o pradǎ însemnatǎ.

### Pe insulele Baleare
După o bătălie victorioasă contra piraților în Strâmtoarea Gibraltar, navele norvegiene au intrat în Marea Mediterană, navigând de-a lungul coastei sarazine spre Insulele Baleare. Care pe acele timpuri era cuibul piraților și centrul comerțului cu sclavi din Mediteranǎ, raidul norvegian este primul înregistrat în sursele creștine ca atac asupra centrului pirateriei musulmane.
Mai întîi, norvegienii au navigat spre Formentera, unde au găsit un număr mare de negri și sarazini, care locuiau în peșteri. Ca urmare a bătăliei norvegienii au capturat cea mai mare pradǎ. Apoi au atacat Ibiza, și mai târziu Menorca, ambele ori cu succes. Aparent, cruciații norvegieni nu au îndrăznit să atace principala insulǎ cea mai fortificatǎ a arhipelagului, Mallorca.

### În Sicilia

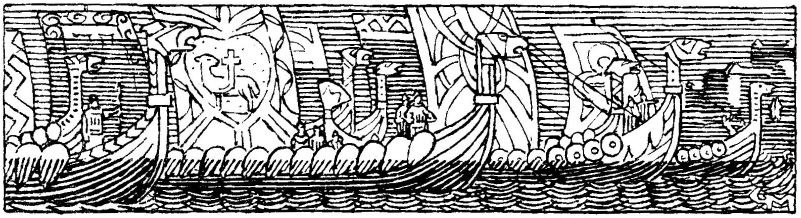
Regele Sigurd pǎrǎsește Norvegia, 1107

În primăvara anului 1109 cruciații au ajuns pe Sicilia, unde au fost bine primiți de regele Roger al II-lea, care la moment avea doar 12-13 ani.

### În Palestina
În vara anului 1110 în cele din urmă cruciații au ajuns în Palestina (au debarcat în Acra sau Jaffa), continuînd drumul spre Ierusalim, unde s-au întâlnit cu regele Balduin I. Balduin împreună cu Sigurd sau dus la râul Iordan, unde norvegienii au primit relicve sacre. În special au primit pǎrți din Sfânta Cruce, cu o condiție cǎ vor continua răspândirea creștinismului și vor aduce acest dar sacru la mormântul Sfântului Olaf.

### Asediul Sidonului
Sigurd s-a reîntors la navele lui și atunci când regele Balduin a mers asupra orașului "păgân" (adică musulman) Sidon, a participat și el alǎturi de oamenii săi, la asediul orașului. Fortǎreața a fost cuceritǎ, și a fost formatǎ senioria de Sidon.

## Reîntoarcere

### În Constantinopol
Din Palestina, Sigurd și oamenii lui au plecat în Cipru, unde au rămas pentru un timp acolo, ulterior au plecat cu corǎbiile spre Grecia. În Grecia au așteptat vântul potrivit pentru a ajunge la Constantinopol cu pânzele umflate, pentru a face impresie asupra bizantinilor. Când au ajuns la Constantinopol, pânzele navelor s-au contopit într-una, și pentru a vedea flota a venit întreg orașul, inclusiv imparatul Alexios I.

### Prin Europa
Pregătindu-se pentru revenire în Norvegia, Sigurd a dat împaratului Alexios nave și produse de valoare, în schimb a primit cai pentru a călători pe uscat. Mulți dintre oamenii săi au rămas în Constantinopol, pentru a servi bizantinilor.
Întoarcere lui Sigurd a durat aprox. trei ani. El a călătorit prin Bulgaria, Ungaria, Panonia, Suabia și Bavaria, unde s-a întâlnit cu împăratul Lothar al III-lea. Apoi, a ajuns în Danemarca, unde a fost întâmpinat de regele Niels, care e-a oferit nave pentru a reveni în Norvegia.

## Legǎturi externe
- Heimskringla or The Chronicle of the Kings of Norway Arhivat în 13 iulie 2014, la Wayback Machine.
- The First Crusade and the Idea of Crusading